# Дзен Пайтона
Дзен Пайтона — философия программирования от Тима Петерса (PEP20), состоит из 19 «руководящих принципов» написания компьютерных программ, влияющих на структуру языка программирования Python.
Тим Питерс (внёс большой вклад в развитие языка Python и на ранних стадиях занимался его проектированием), программист, написал этот набор принципов и разместил его в списке рассылки Python в 1999 году. Список Петерса оставил открытым 20-й принцип «для заполнения Гвидо» (Гвидо ван Россум, автор языка Python). Вакансия 20-го принципа не была заполнена.
«Дзен Пайтона» задуман как формулировка философии дизайна Python и включена в официальную литературу по Python. В интерпретаторе Python присутствует как пасхальное яйцо: если ввести в команду — import this, то в окне отобразится его текст.

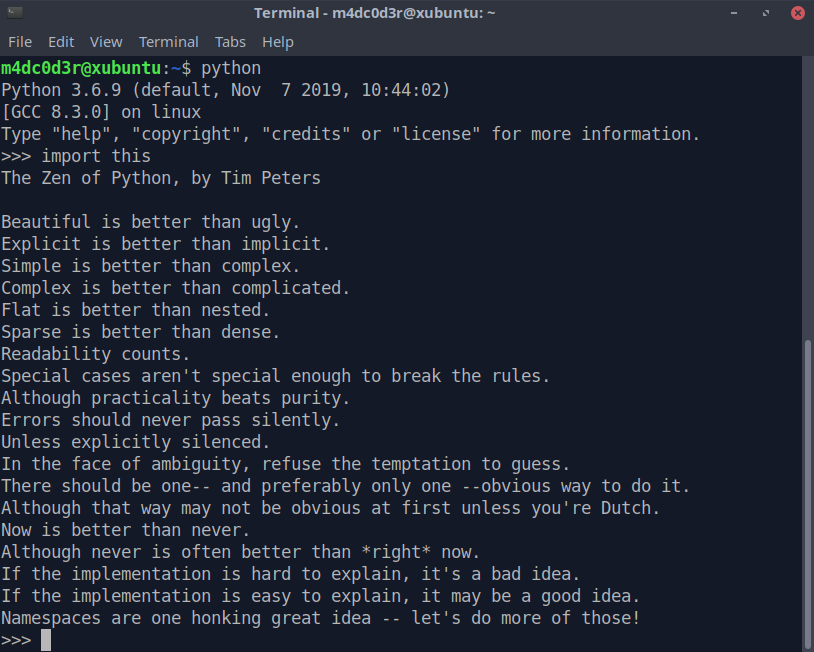
Текст Дзена Пайтона в окне терминала

## Текст
Перевод:
1. Красивое лучше, чем уродливое.
2. Явное лучше, чем неявное.
3. Простое лучше, чем сложное.
4. Сложное лучше, чем запутанное.
5. Плоское лучше, чем вложенное.
6. Разреженное лучше, чем плотное.
7. Читаемость имеет значение.
8. Особые случаи не настолько особые, чтобы нарушать правила.
9. При этом практичность важнее безупречности.
10. Ошибки не должны проходить незамеченными.
11. Если они не были явно подавленными.
12. Встретив двусмысленность, отбрось искушение угадать.
13. Должен существовать один и, желательно, только один очевидный способ сделать это.
14. Хотя он поначалу может быть и не очевиден, если вы не голландец.
15. Сейчас лучше, чем никогда.
16. Хотя никогда зачастую лучше, чем прямо сейчас.
17. Если реализацию сложно объяснить — идея плоха.
18. Если реализацию легко объяснить — идея, возможно, хороша.
19. Пространства имён — отличная штука! Будем делать их больше!